# Anton Agebjörn
Anton Agebjörn, född 4 mars 1994, är en svensk fotbollsspelare som spelar för IFK Oskarshamn.

## Karriär
Agebjörns moderklubb är Mönsterås GoIF, vilka han spelade för i division 5 2009. Till säsongen 2010 gick han till Kalmar FF. Han spelade tre matcher för Kalmar FF i Allsvenskan 2013. Efter säsongen fick han inte förnyat kontrakt och blev tvungen att lämna KFF.
I januari 2014 skrev Agebjörn på ett tvåårskontrakt med Oskarshamns AIK. I december 2017 förlängdes hans kontrakt med två år. Den 26 november 2019 förlängde Agebjörn sitt kontrakt med ett år. I november 2020 förlängde han sitt kontrakt i Oskarshamn med två år.
Inför säsongen 2023 gick Agebjörn till division 3-klubben IFK Oskarshamn.